# Enrique Gonzalo Pérez
Enrique Gonzalo Pérez   (Barcelona, 27 de març de 1951) és un exfutbolista català de la dècada de 1970.
Es formà al futbol base del CF Badalona, passant més tard al primer equip. El 1972 fitxà pel RCD Espanyol, que el cedí al Burgos CF, que jugava a primera divisió, i a continuació al Melilla Industrial, metre realitzava el servei militar. La temporada 1974-75 jugà quatre partits de lliga amb l'Espanyol.
La temporada 1975-76 fou traspassat al Real Club Celta, amb qui assolí l'ascens a primera divisió. Retornà a Catalunya per acabà la seva carrera a Terrassa FC, a segona divisió, CF Badalona, CE L'Hospitalet i CE Mataró.